# Грабины товарная
Грабины или Грабины товарная (пол. Grabiny, Grabiny stacja towarowa) — грузовая железнодорожная станция в селе Грабины в гмине Чарна, в Подкарпатском воеводстве Польши.
Товарная грузовая станция на ведущей к польско-украинской границе железнодорожной линии Краков-Главный — Медыка. Станция была построена в 1886 году, когда эта территория была в составе Королевства Галиции и Лодомерии.